# Spilledragt
 Denne artikel omhandler spilledragten hos alle sportsgrene. For fodbolduniformen, se Spilledragt (fodbold).
En spilledragt er en uniform, som sportsudøvere bruger. Sammensætningen varierer fra sportsgren til sportsgren – for fodboldspillere består dragten således af et par shorts, en trøje og strømper.
I holdsportsgrene, hvor holdene bevæger sig rundt mellem hinanden, er det nødvendigt at holdene kan kendes fra hinanden, så der bruger man almindeligvis forskellige farver eller kombinationer af farver/mønstre til de forskellige klubber.
Hvis to hold har dragter, der ligner hinanden (f.eks. Juventus F.C og Udinese, fra den Italienske Serie A, der begge spiller i sort/hvid-stribede bluser), skifter det ene hold (som regel udeholdet) til udebanedragt.
Normalt har spilledragten en trøje med korte eller lange ærmer, men blandt andre den tidligere håndboldklub AG København spillede med ærmeløse dragter i en sæson, mens Camerouns fodboldlandshold spillede uden ærmer ved Africa Cup of Nations 2002. FIFA afviste dog brugen af trøjerne herefter, så de spillede med sorte ærmer på trøjen ved VM samme år.